# Düssel (Wülfrath)
Das Dorf Düssel ist ein Ortsteil der Stadt Wülfrath in Nordrhein-Westfalen und ist benannt nach der Wasserburg Haus Düssel und diese nach dem Fluss Düssel. Es liegt südöstlich des Stadtzentrums an der Stadtgrenze Wülfraths zu Wuppertal und Mettmann.

## Ortskern

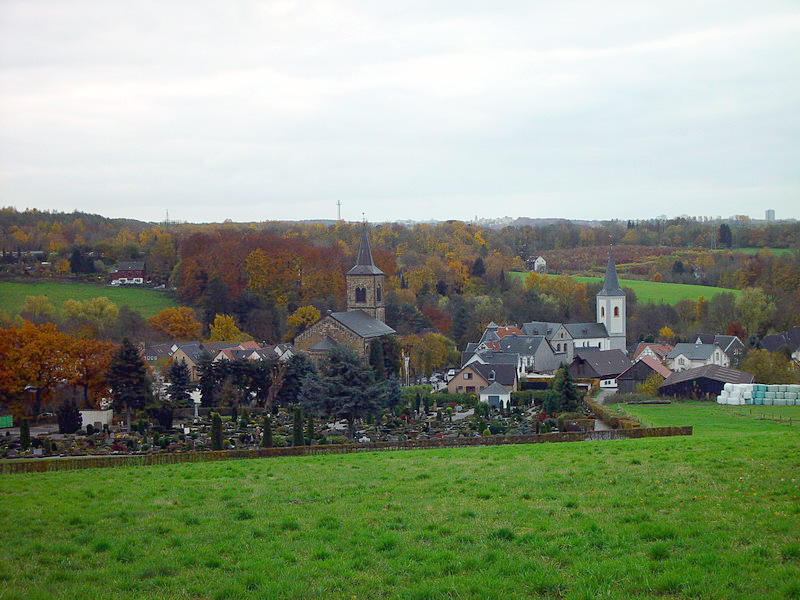
Übersicht über Düssel: Links die evangelische, rechts die katholische Kirche

Düssel hat einen weitgehend erhaltenen historischen Ortskern. Sehenswert sind insbesondere die Wasserburg Düssel mit zum größten Teil erhaltenem Burggraben sowie die aus dem 11. Jahrhundert stammende kath. Kirche St. Maximin. Dominierende Gebäude des Ortskerns sind darüber hinaus die evangelische Kirche und ein Sparkassengebäude am ehemaligen Marktplatz. Davor befindet sich eine lebensgroße Bronzeplastik des aus Düssel stammenden bergischen Heimatdichters Carl Schmachtenberg.

## Geschichte
Düssel wurde im Jahre 1065 erstmals urkundlich erwähnt. Die Ursprünge der Siedlung dürften sogar bis in das 7. oder 8. Jahrhundert zurückgehen. Im Mittelalter gehörten mindestens zeitweise sowohl die Honschaft Düssel wie auch umliegende Gebiete zum Herzogtum Geldern. In einem Schriftstück vom 10. Juli 1445 teilte der Herzog Arnold von Geldern seinen Beamten mit, dass er den Ort Düssel und zugehörige Gebiete an das Herzogtum Berg verpfändet habe.
Ab dieser Verpfändung Mitte des 14. Jahrhunderts an das Herzogtum Berg bis 1807 war Düssel mit den Honnschaften Unter- und Oberdüssel dem Amt Solingen zugeordnet. Danach gehörte es kurzzeitig zur Stadt Mettmann, wurde aber bereits 1809 (im Austausch gegen Obschwarzbach) Wülfrath zugeordnet.
Im Rahmen der kommunalen Neugliederung 1975 sollte Düssel ebenso wie Dornap und Schöller zu Wuppertal eingemeindet werden. Nach Bürgerprotesten verblieb es im beschlossenen Gesetz jedoch bei Wülfrath.
Seit 2020 hat Düssel einen Bahnanschluss an der neugebauten Strecke der S 28 der S-Bahn Rhein Ruhr. Der Haltepunkt Hahnenfurth/Düssel liegt südlich von Düssel auf Wuppertaler Stadtgebiet und dient gleichermaßen auch der Anbindung des Dornaper Ortsteils Hahnenfurth.

## Bilder

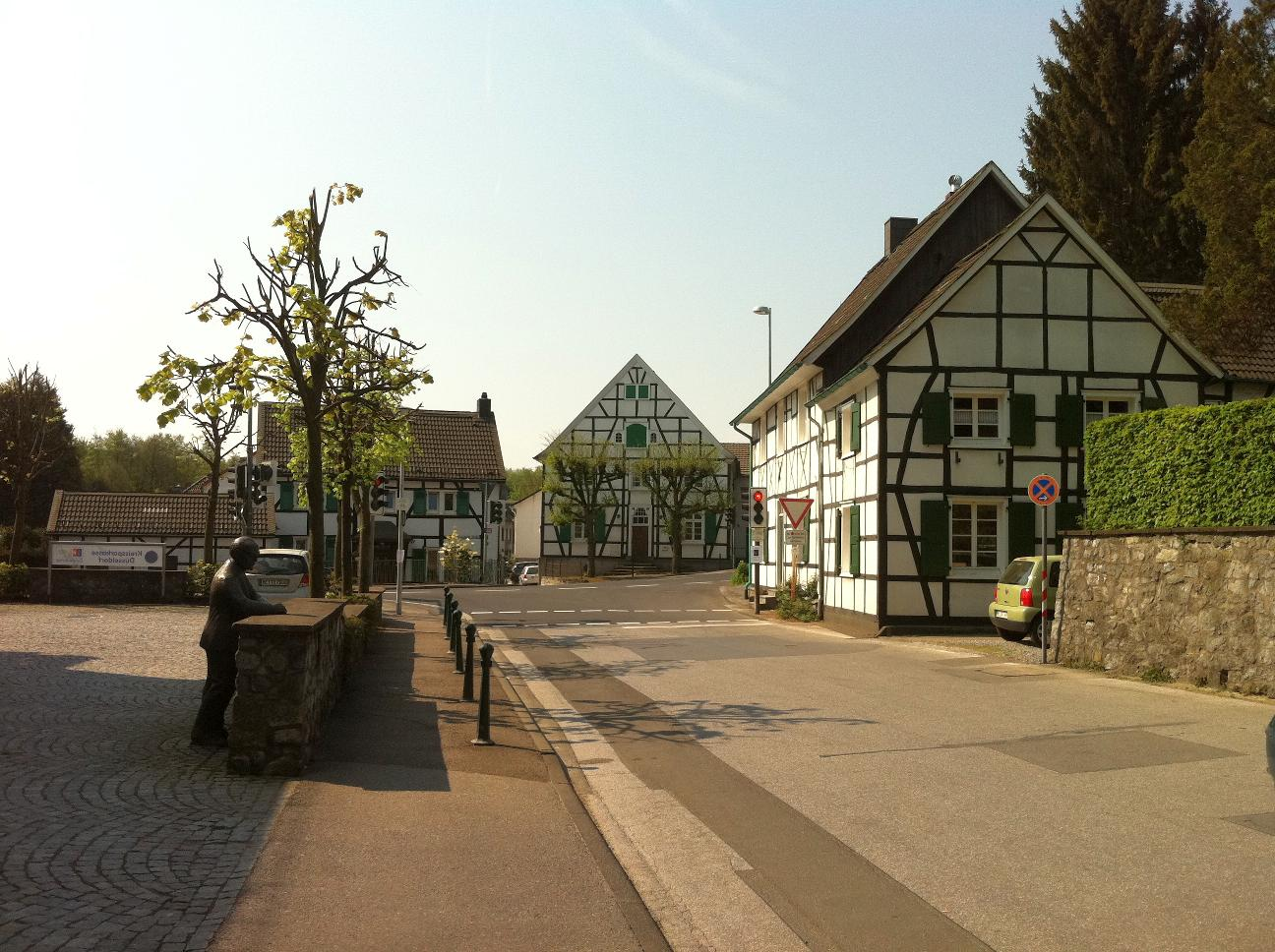
Marktplatz mit Schmachtenberg-Statue
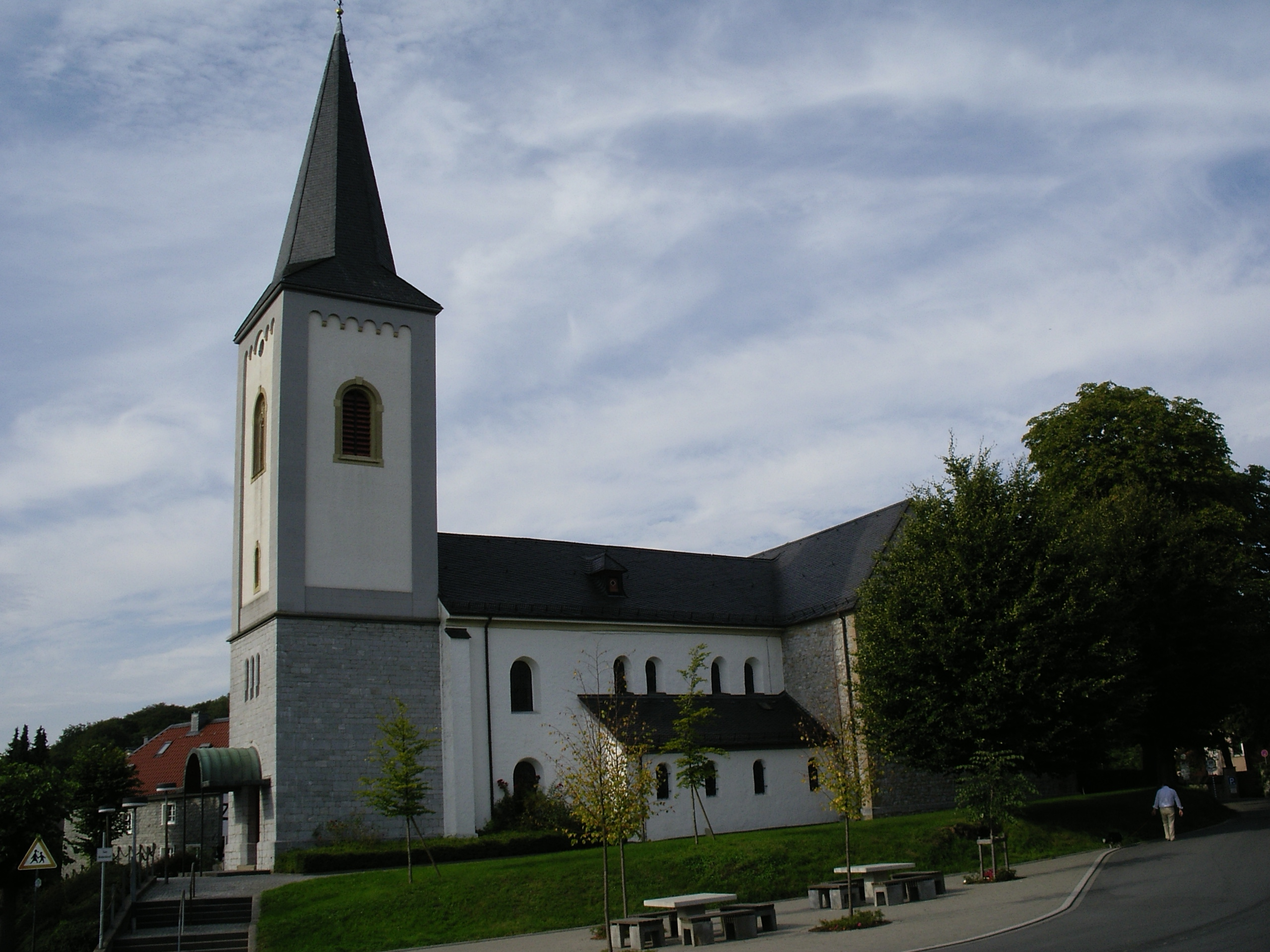
Kath. Kirche St. Maximin
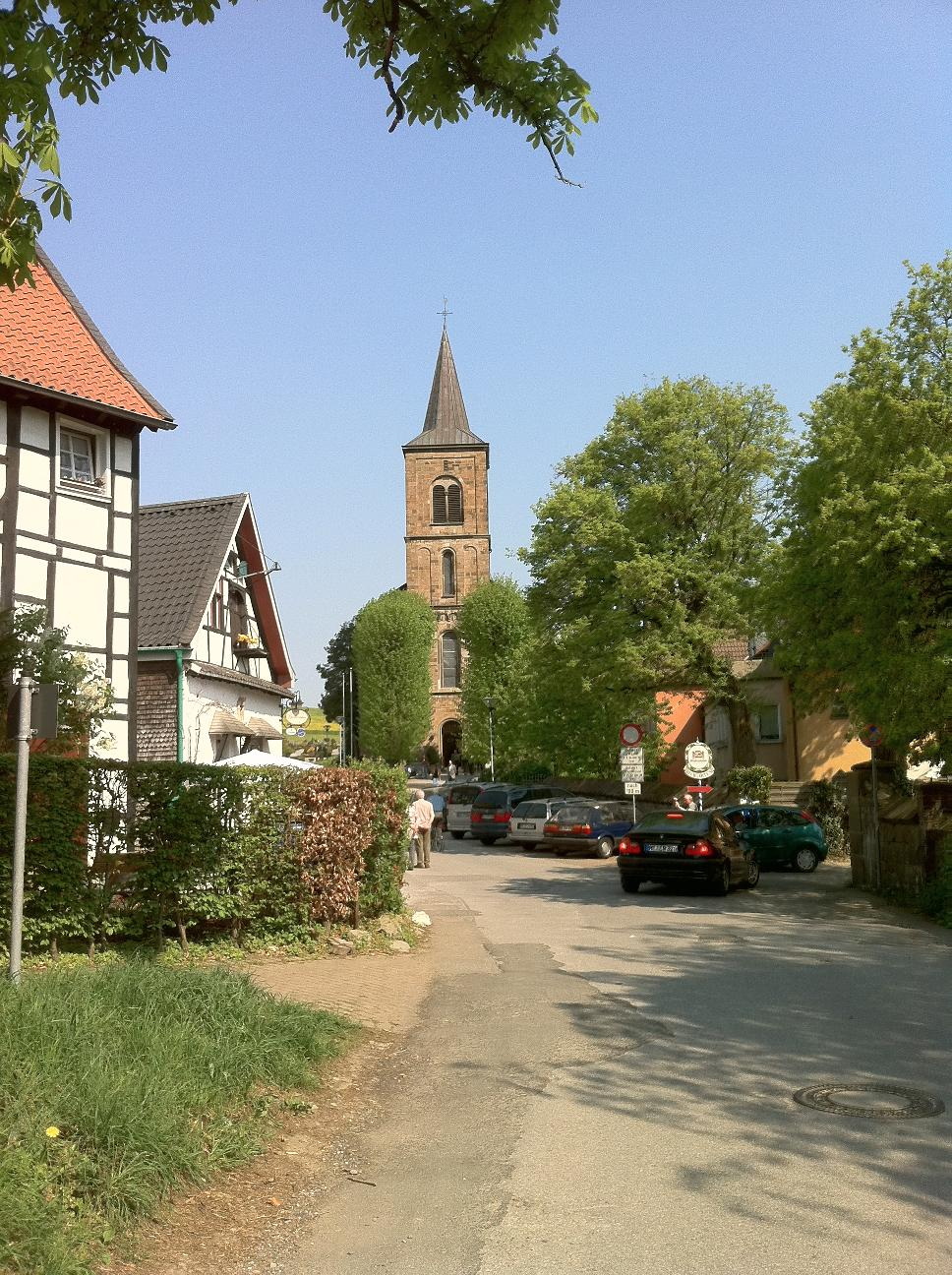
Blick auf die evangelische Kirche
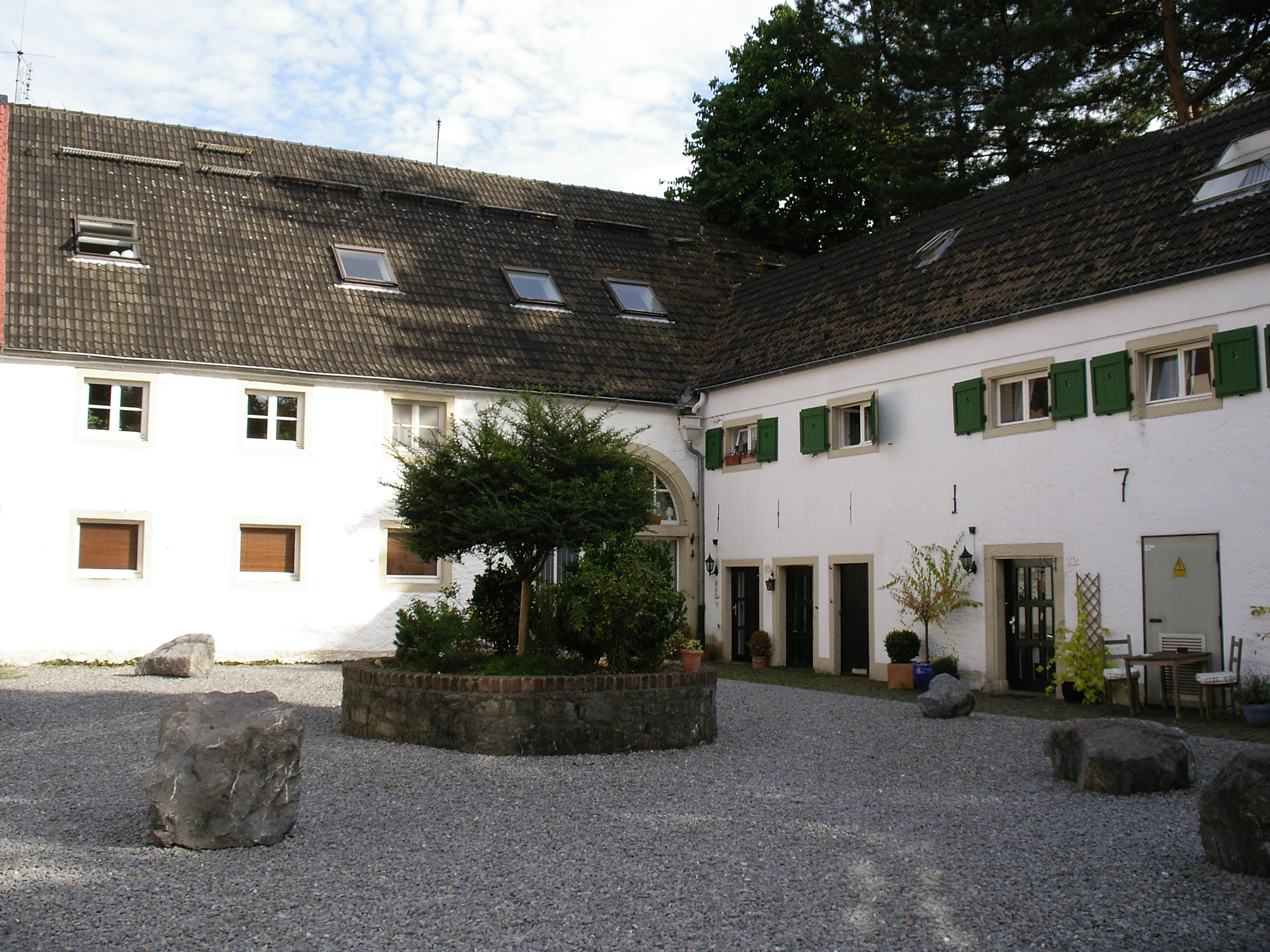
Wasserburg Düssel – Innenhof
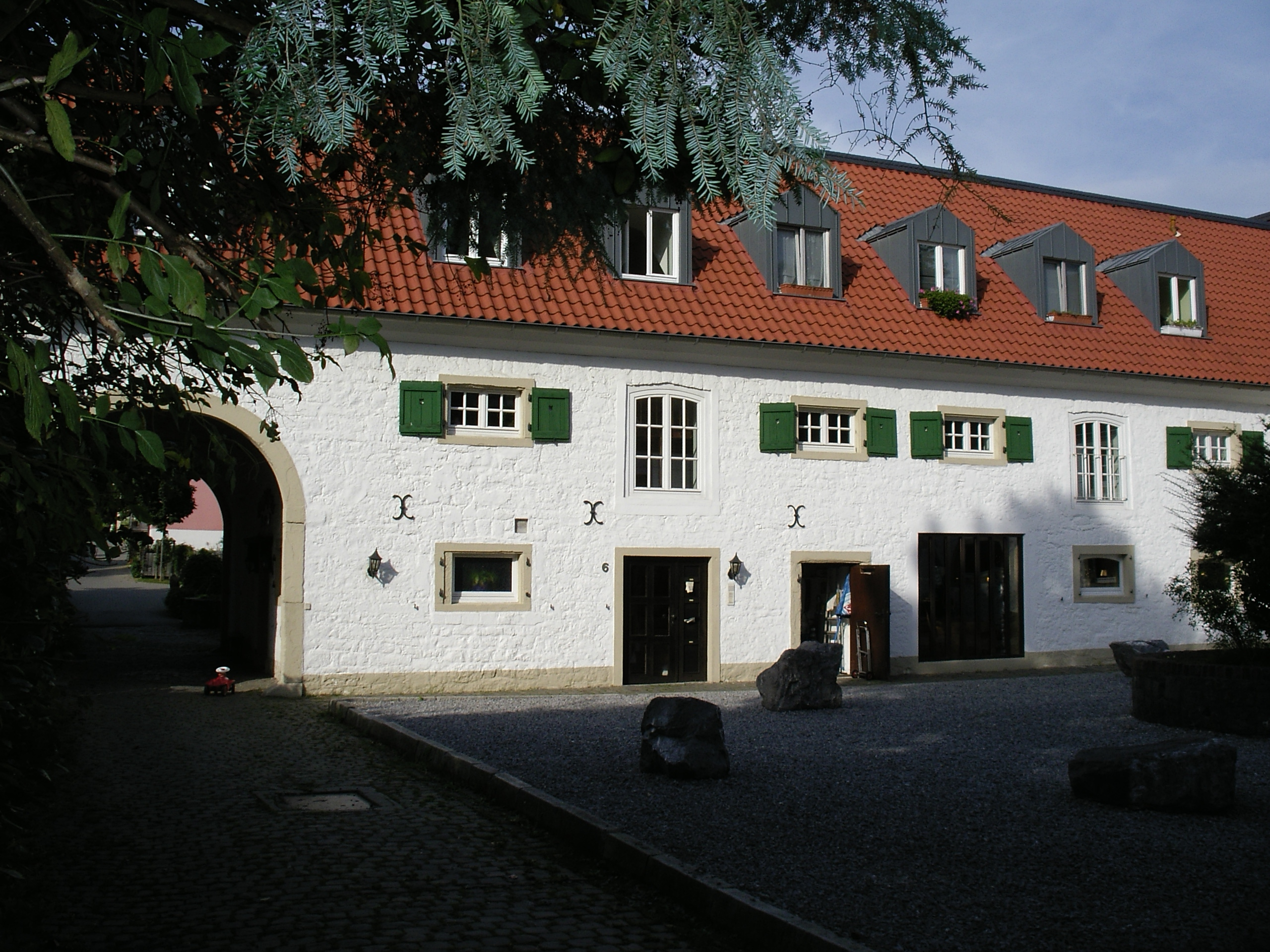
Wasserburg Düssel – Innenhof
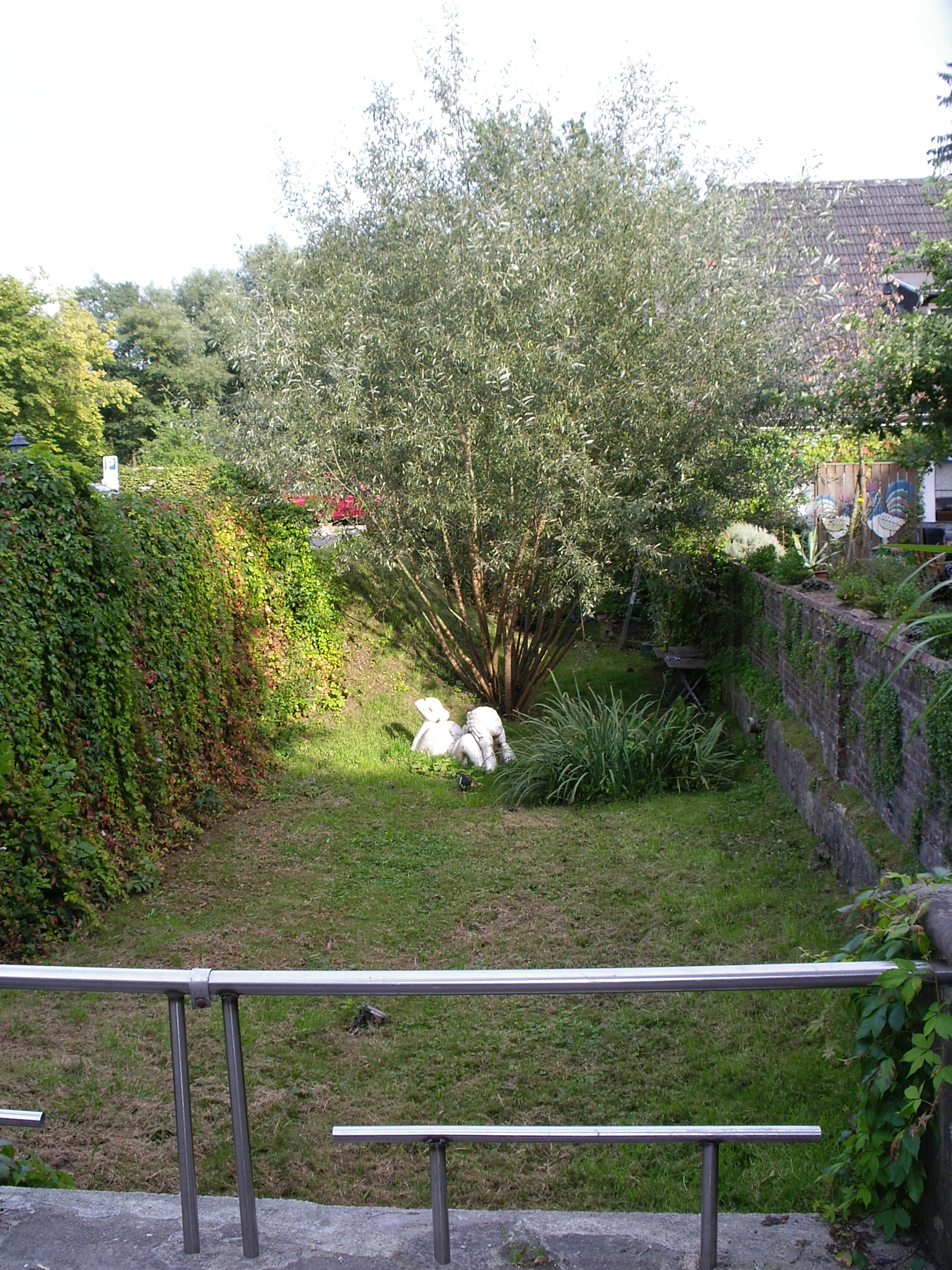
Wasserburg Düssel – Ehemaliger Wassergraben
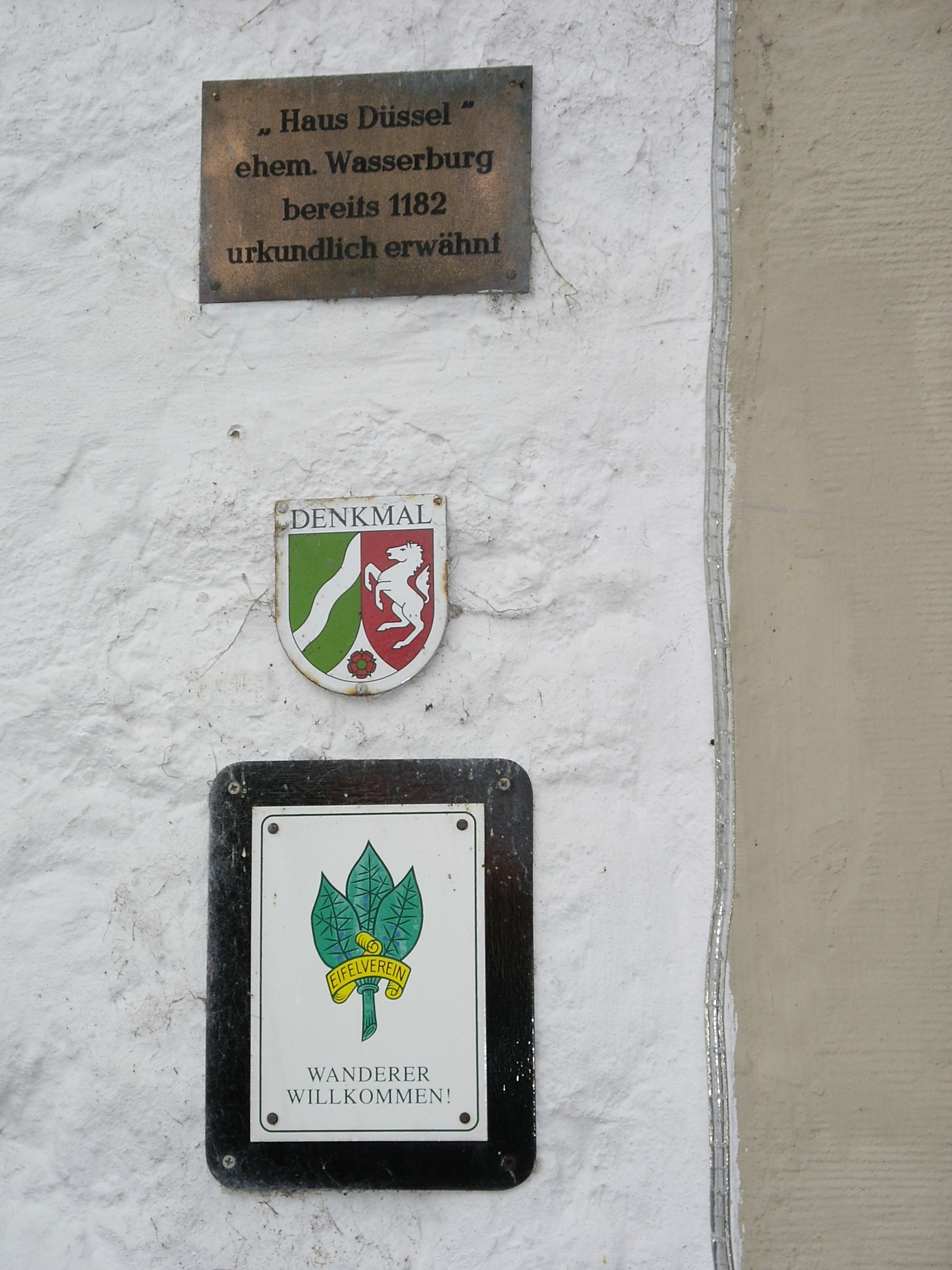
Denkmalschild an der Wasserburg
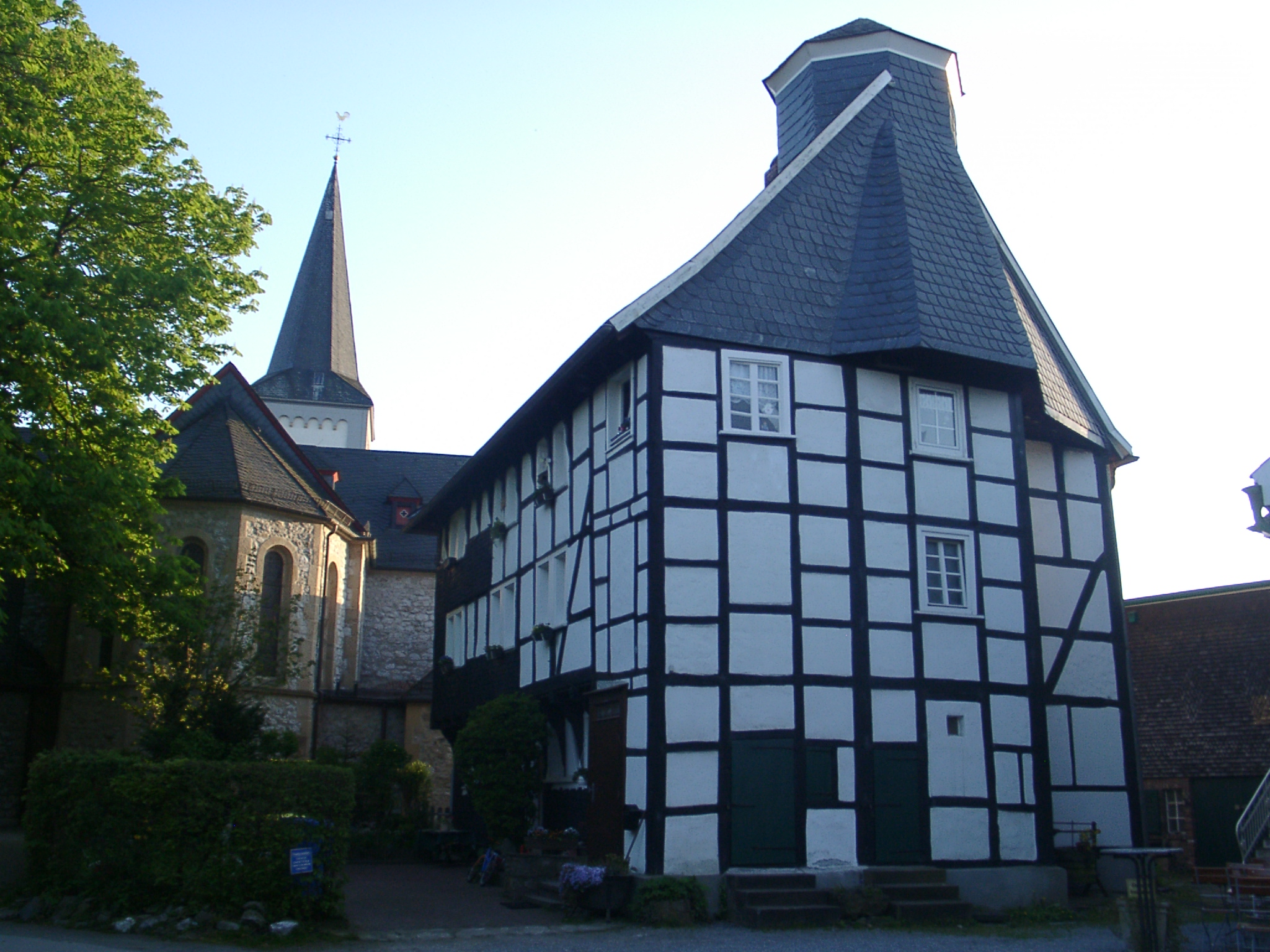
Historisches Fachwerkhaus im Ortskern von Düssel